# القصف الصاروخي العراقي على السعودية
القصف الصاورخي العراقي على السعودية هو قصف صاروخي عراقي بصواريخ سكود على أهداف محددة داخل المملكة العربية السعودية أثناء حرب الخليج الثانية. قبل بدء عملية عاصفة الصحراء كانت المملكة العربية السعودية والولايات المتحدة الأمريكية قد بذلتا جهوداً كبيرة في اتخاذ التدابير المكثفة للدفاع عن المملكة، فنُشِرَت 21 بطارية صواريخ باتريوت تتكون من 132 قاعدة إطلاق في الأماكن الحيوية، فكان لها تأثير إيجابي في اعتراض القصف الصاروخي العراقي، الذي بلغ 43 صاروخاً على المملكة، لم ينجح في إصابة الهدف سوى 20 صاروخاً أُطلقت جميعها من جنوب العراق.

## التسلسل الزمني
- الإثنَين 21 يناير 1991: أطلق العراق 10 صواريخ من طراز سكود على مدينتَي الرياض والظهران، أطلق في اتجاهها 33 صاروخاً من طراز باتريوت، فدُمِّر معظمها بالجو. وحدث أن أفلت جزء من حطام هذه الصواريخ وسقط فوق مدرسة بمدينة الرياض فأحدث تلفاً في 1210م2 مبانٍ، وجزء آخر في مدينة الظهران فأحدث تدميراً في مساحة 900م2 مبانٍ، ولم يسفر عن خسائر في الأفراد في كلتا المدينتين.
- الثلاثاء 22 يناير 1991: أطلقت القوات العراقية صاروخَين من طراز سكود على مدينة الرياض، اعترضتهما صواريخ باتريوت، وسقط حطام أحدهما فوق منطقة مبانٍ بمساحة 1700م2، وأسفر عن إصابة فرد واحد.
- الأربعاء 23 يناير 1991: دمرت صواريخ باتريوت، صاروخَين عراقيَّين من طراز سكود استهدفا مدينة الظهران، وأحدث حطام أحدهما خسائر في المباني تقدر بـ 1111م2، كما أُصيب فردان.
- الجمعة 25 يناير 1991: شن العراق رابع هجوم بالصواريخ على المملكة العربية السعودية، منذ بدء العمليات العسكرية، فأطلق عدداً من صواريخ سكود، دُمِّرت بواسطة صواريخ باتريوت في الجو، فيما سقط صاروخان على مدينة الرياض، مما أدى إلى إصابة فردين وخسائر في بعض المباني في مساحة 1009م2.
- السبت 26 يناير 1991: العراق يعاود القصف الصاروخي على المملكة العربية السعودية، حيث أُطلق صاروخان أحدهما على مدينة الظهران فأصاب أربعة أفراد وأحدث تلفاً في المباني في مساحة 1315م2، والصاروخ الآخر على مدينة الرياض، فأصاب فرداً وأحدث تلفاً في مساحة 1411م2.
- الأحد 3 فبراير 1991: أطلق العراق صاروخين من طراز سكود على مدينة الرياض، أعلن مصدر مسؤول بوزارة الداخلية السعودية أن 29 شخصاً قد أُصيبوا من جراء تناثر شظايا زجاج النوافذ الناتج عن التفجير، وأنهم عولجوا وخرجوا من المستشفى . كما نتج عن القصف تدمير أجزاء من المباني في مساحة 4100م2.
- الجمعة 8 فبراير 1991: عاودت القوات العراقية القصف الصاروخي لمدينة الرياض، حيث أُطلق صاروخان من طراز سكود أمكن تدميرهما في الجو بواسطة صواريخ باتريوت، فيما أحدث حطامهما بعض الخسائر في المباني تُقدر بـ 1605م2، ولم تحدث خسائر في الأفراد.
- الإثنَين 11 فبراير 1991: أطلق العراق صاروخ سكود على مدينة الرياض، دمرته في الجو صواريخ الباتريوت، مما أدى إلى سقوط حطامه على مساحة 900م2 مبانٍ، ولم تحدث خسائر في الأفراد.
- الخميس 14 فبراير 1991: أمكن تفجير صاروخَين من طراز سكود أطلقهما العراق باتجاه مدينة حفر الباطن القريبة من الحدود الكويتية ـ السعودية، وقد تصدت للصاروخين عدة صواريخ باتريوت ودمرتهما في الجو، إلا أن الشظايا الناجمة عن أحدهما سقطت فوق أحد المستشفيات.
- الخميس 21 فبراير 1991: أطلق العراق صاروخَين باتجاه حفر الباطن و قد تصدت لهما صواريخ باتريوت و فجرتهما في الجو.
- الإثنَين 25 فبراير 1991: أصاب صاروخ سكود عراقي ثكنة للجنود الأمريكيين في مدينة الظهران، فقُتل 28 فرداً وجُرح مائة آخرون، وكانت تلك أكبر ضربة تمكن العراق من توجيهها إلى قوات التحالف خلال الحرب كلّها، كان القتلى 26 رجلاً وامرأتَين يعملون ضمن وحدات احتياطية للإمداد والتموين وصلوا إلى المملكة العربية السعودية قبل ذلك بأسبوع واحد.[1]